# Biureghavan
Byureghavan (armeană Բյուրեղավան), este un oraș din provincia Kotayk, Armenia.